# انفعال (علم المواد)
الانفعال (بالإنجليزية: Strain)‏ أو التشوه (بالإنجليزية: Deformation)‏ هو تشوه المواد نتيجة فعل الإجهاد.
قد يسمى أيضا إجهاد أو إزاحة إلا أن تلك المصطلحات تطلق غالبا على مفاهيم منفصلة.
يتم حساب الانفعال أولا بافتراض تغير بين حالتين للجسم: الحالة البدائية والحالة النهائية. ويعبر الانفعال كقيمة عددية عن الفرق في موضع نقطتين في هاتين الحالتين. فالانفعال يعبر بحد ذاته عن التغير في الحجم والشكل.
إذا كان الانفعال متساوياً على كامل أجزاء الجسم، يقال عنه أنه انفعال متجانس، وإلا يقال عنه انفعال غير متجانس. وفي الحالة العامة، يكون للانفعال تنسور (المُوَتِّر) متناظر.
يمكن تصنيف أنواع الانفعال الحاصلة إلى:
1. انفعال مرن: وفيه يعود الجسم إلى وضعه الأصلي بزوال الإجهاد المطبق عليه.
2. الانفعال اللدن: حيث يحتفظ الجسم بالشكل الجديد.
3. الانفعال اللزج.

## قياس الانفعال
يمكن قياس الانفعال في مادة صلبة بحساب تغير الطول الخطي أو تغير الزاوية بين خطين. يطلق على التغير في طول الخط اسم الاستطالة، أو الانفعال المطلق، ويمكن أن يكتب بالشكل {\displaystyle \delta \ell }. بينما يعطي الانفعال النسبي {\displaystyle \epsilon } بالمعادلة التالية:
{\displaystyle \varepsilon ={\frac {\delta \ell }{\ell _{o}}}={\frac {\ell -\ell _{o}}{\ell _{o}}}}
حيث:
{\displaystyle \varepsilon } الانفعال في الاتجاه المقاس.
{\displaystyle \ell _{o}} الطول الأصلي للمادة.
{\displaystyle \ell } الطول الحالي للمادة.
تكون الاستطالة ({\displaystyle \delta \ell }) موجبة إذا اكتسبت المادة طولا (بالشد)، وتكون سالبة إذا نقص الطول بالانضغاط. ولأن {\displaystyle \ell _{o}} موجب دائمًا، فإن إشارة الانفعال موافقة دائمًا لإشارة الاستطالة.
الانفعال هو كمية لا بعدية. فلا يوجد وحدة للانفعال وهذا واضح من اختزال الوحدات في علاقة الانفعال. وبكل حال قد تكتب وحدة للانفعال مثل متر/متر فقط للدلالة على أن العدد يدل على تغير في الطول.

## الانفعال المحوري الخطي في نقطة واحدة
هو الانفعال بحيث تسعى المسافة {\displaystyle \ell } بين النقطتين إلى الصفر:
{\displaystyle \varepsilon =\mathop {\lim _{\ell \to 0}} {\frac {{\delta }{\ell }}{\ell }}}
حيث:
{\displaystyle \varepsilon } الانفعال في الاتجاه المقاس
{\displaystyle {{\delta }{\ell }}} الفرق في الطول {\displaystyle \ell }.
{\displaystyle \ell } الطول الحالي للمادة الذي يسعى للصفر.
وهكذا يعرّف الانفعال الخطي بالتغير في المسافة في جوار النقطة المختارة.

## اقرأ أيضًا
- إجهاد (فيزياء)
- مقياس الانفعال
- منحني الإجهاد-الانفعال
- قانون هوك
- نسبة بواسون
- تحليل الاجهادات